# Rockin’ in the Free World
Rockin’ in the Free World ist ein Rocksong von Neil Young. Er erschien im November 1989 als Single aus seinem Album Freedom. Das Magazin Rolling Stone setzte ihn auf Platz 216 seiner 500 Greatest Songs of All Time. Wegen des Textes im Refrain wird der Song oft fälschlich Keep On Rockin’ in the Free World genannt.

## Hintergrund
Ähnlich wie Hey Hey, My My gibt es den Song in zwei Versionen, mit akustischer und mit E-Gitarre. Das Stück wurde erstmals am 21. Februar 1989 in Seattle live aufgeführt. Es spielte Youngs Band The Restless.
Der Text kritisiert die Regierung von George H. W. Bush. So wird dessen Bemerkung „thousand points of light“ aus seiner Inaugurationsrede direkt zitiert, ebenso das Versprechen aus einer Wahlkampfrede von 1988, die USA würden eine „kinder, gentler nation“ werden.
Eine gekürzte Version, in der Teile der Strophen ausgespart werden, wurde im Abspann von Michael Moores preisgekröntem Dokumentarfilm Fahrenheit 9/11 gespielt. Moores Film setzte sich mit den USA unter George W. Bush und der mutmaßlichen Gefährdung der Freiheit durch George Bush, unter anderem durch den Patriot Act, auseinander.
Dem republikanischen Präsidentschaftskandidaten Donald Trump untersagte Young im Juni 2015 die Nutzung des Songs. Der Streit, um den es letztendlich um ein Lizenzproblem handelte, wurde beigelegt. Young erklärte später im Rolling Stone, dass er kein Problem damit hatte, dass Trump den Song verwendet.

## Coverversionen
Neben der bekannten Version von Pearl Jam, die das Lied auch regelmäßig live spielen, existiert auch eine von Gerhard Gundermann mit deutschem Text und dem Titel Alle oder keiner auf dem Album Einsame Spitze aus dem Jahr 1992. Jeff Walker und Die Flüffers coverten das Lied 2006 auf ihrem Album Welcome to Carcass Cuntry, hier mit dem falschen bzw. veränderten Titel Keep On Rocking in the Free World. Walkers Band Carcass hatte bereits zuvor das erste Stück auf ihrem Album Swansong (1996) in Anspielung auf Youngs Song Keep On Rotting in the Free World genannt. 2013 wurde von The Rides eine weitere Version aufgenommen. Rainald Grebe hat den Song in seinem Satire Song "Sanifair" genutzt.